# Cipedang (Bongas)
Cipedang is een bestuurslaag in het regentschap Indramayu van de provincie West-Java, Indonesië. Cipedang telt 4611 inwoners (volkstelling 2010).